# Hopman Cup 2004
La Hopman Cup 2004 è stata la 16ª edizione della Hopman Cup, torneo di tennis riservato a squadre miste. 
Vi hanno partecipato 8 squadre di tutti i continenti e si è disputata al Burswood Entertainment Complex di Perth in Australia,
dal 3 gennaio al 10 gennaio 2004. La vittoria è andata alla coppia statunitense formata da Lindsay Davenport e James Blake,
che hanno battuto la coppia della Slovacchia formata da Daniela Hantuchová e Karol Kučera.

## Play-off

### Ungheria vs. Canada
| Ungheria 2 | Burswood Entertainment Complex, Perth 3 gennaio - 10 gennaio 2004 Cemento indoor | Burswood Entertainment Complex, Perth 3 gennaio - 10 gennaio 2004 Cemento indoor | Canada 1 |     |     |  |
| \| \| \| \| 1 \| 2 \| 3 \| \| \| - \| \| ----------------------------------------------------------- \| --- \| --- \| --- \| \| \| 1 \| \| Petra Mandula Maureen Drake \| 6 3 \| 6 2 \| \| \| \| 2 \| \| Attila Sávolt Frank Dancevic \| 4 6 \| 3 6 \| \| \| \| 3 \| \| Petra Madula / Attila Sávolt Maureen Drake / Frank Dancevic \| 3 6 \| 6 1 \| 7 6 \| \| |                                                                                  |                                                                                  |          |     |     |  |
| |                                                                                  |                                                                                  | 1        | 2   | 3   |  |
| 1 | Ungheria (bandiera) · Canada (bandiera)                                          | Petra Mandula Maureen Drake                                                      | 6 3      | 6 2 |     |  |
| 2 | Ungheria (bandiera) · Canada (bandiera)                                          | Attila Sávolt Frank Dancevic                                                     | 4 6      | 3 6 |     |  |
| 3 | Ungheria (bandiera) · Canada (bandiera)                                          | Petra Madula / Attila Sávolt Maureen Drake / Frank Dancevic                      | 3 6      | 6 1 | 7 6 |  |

## Gruppo A

### Classifica
- Rep. Ceca - Barbora Záhlavová-Strýcová e Jiří Novák (round robin vittorie-sconfitte: 0-3; match vittorie-sconfitte: 3-6; posizione finale: 4)
- Francia - Amélie Mauresmo e Fabrice Santoro (round robin vittorie-sconfitte: 2-1; match vittorie-sconfitte: 5-4; posizione finale: 2)
- Russia - Anastasija Myskina e Marat Safin (round robin vittorie-sconfitte: 1-2; match vittorie-sconfitte: 3-6; posizione finale: 3)
- Stati Uniti - Lindsay Davenport e James Blake (round robin vittorie-sconfitte: 3-0; match vittorie-sconfitte: 7-2; posizione finale: 1)

### Francia vs. Repubblica Ceca
| Francia 2 | Burswood Entertainment Complex, Perth 3 gennaio - 10 gennaio 2004 Cemento indoor | Burswood Entertainment Complex, Perth 3 gennaio - 10 gennaio 2004 Cemento indoor | Rep. Ceca 1 |     |     |  |
| \| \| \| \| 1 \| 2 \| 3 \| \| \| - \| \| ------------------------------------------------------------------------- \| --- \| --- \| --- \| \| \| 1 \| \| Amélie Mauresmo Barbora Záhlavová-Strýcová \| 6 3 \| 6 4 \| \| \| \| 2 \| \| Fabrice Santoro Jiří Novák \| 1 6 \| 6 4 \| 2 6 \| \| \| 3 \| \| Fabrice Santoro / Amélie Mauresmo Barbora Záhlavová-Strýcová / Jiří Novák \| 6 3 \| 6 4 \| \| \| |                                                                                  |                                                                                  |             |     |     |  |
| |                                                                                  |                                                                                  | 1           | 2   | 3   |  |
| 1 | Francia (bandiera) · Rep. Ceca (bandiera)                                        | Amélie Mauresmo Barbora Záhlavová-Strýcová                                       | 6 3         | 6 4 |     |  |
| 2 | Francia (bandiera) · Rep. Ceca (bandiera)                                        | Fabrice Santoro Jiří Novák                                                       | 1 6         | 6 4 | 2 6 |  |
| 3 | Francia (bandiera) · Rep. Ceca (bandiera)                                        | Fabrice Santoro / Amélie Mauresmo Barbora Záhlavová-Strýcová / Jiří Novák        | 6 3         | 6 4 |     |  |

### Francia vs. Russia
| Francia 2 | Burswood Entertainment Complex, Perth 3 gennaio - 10 gennaio 2004 Cemento indoor | Burswood Entertainment Complex, Perth 3 gennaio - 10 gennaio 2004 Cemento indoor | Russia 1 |     |   |  |
| \| \| \| \| 1 \| 2 \| 3 \| \| \| - \| \| ------------------------------------------------------------------ \| --- \| --- \| - \| \| \| 1 \| \| Amélie Mauresmo Anastasija Myskina \| 6 2 \| 7 6 \| \| \| \| 2 \| \| Fabrice Santoro Marat Safin \| 3 6 \| 3 6 \| \| \| \| 3 \| \| Fabrice Santoro / Amélie Mauresmo Anastasija Myskina / Marat Safin \| 6 3 \| 6 4 \| \| \| |                                                                                  |                                                                                  |          |     |   |  |
| |                                                                                  |                                                                                  | 1        | 2   | 3 |  |
| 1 | Francia (bandiera) · Russia (bandiera)                                           | Amélie Mauresmo Anastasija Myskina                                               | 6 2      | 7 6 |   |  |
| 2 | Francia (bandiera) · Russia (bandiera)                                           | Fabrice Santoro Marat Safin                                                      | 3 6      | 3 6 |   |  |
| 3 | Francia (bandiera) · Russia (bandiera)                                           | Fabrice Santoro / Amélie Mauresmo Anastasija Myskina / Marat Safin               | 6 3      | 6 4 |   |  |

### Russia vs. Repubblica Ceca
| Russia 2 | Burswood Entertainment Complex, Perth 3 gennaio - 10 gennaio 2004 Cemento indoor | Burswood Entertainment Complex, Perth 3 gennaio - 10 gennaio 2004 Cemento indoor | Rep. Ceca 1 |     |     |  |
| \| \| \| \| 1 \| 2 \| 3 \| \| \| - \| \| ------------------------------------------------------------------------ \| --- \| --- \| --- \| \| \| 1 \| \| Anastasija Myskina Barbora Záhlavová-Strýcová \| 6 3 \| 7 6 \| \| \| \| 2 \| \| Marat Safin Jiří Novák \| 6 7 \| 7 6 \| 6 3 \| \| \| 3 \| \| Anastasija Myskina / Marat Safin Barbora Záhlavová-Strýcová / Jiří Novák \| 6 3 \| 6 7 \| 6 7 \| \| |                                                                                  |                                                                                  |             |     |     |  |
| |                                                                                  |                                                                                  | 1           | 2   | 3   |  |
| 1 | Russia (bandiera) · Rep. Ceca (bandiera)                                         | Anastasija Myskina Barbora Záhlavová-Strýcová                                    | 6 3         | 7 6 |     |  |
| 2 | Russia (bandiera) · Rep. Ceca (bandiera)                                         | Marat Safin Jiří Novák                                                           | 6 7         | 7 6 | 6 3 |  |
| 3 | Russia (bandiera) · Rep. Ceca (bandiera)                                         | Anastasija Myskina / Marat Safin Barbora Záhlavová-Strýcová / Jiří Novák         | 6 3         | 6 7 | 6 7 |  |

### Stati Uniti vs. Repubblica Ceca
| Stati Uniti 2 | Burswood Entertainment Complex, Perth 3 gennaio - 10 gennaio 2004 Cemento indoor | Burswood Entertainment Complex, Perth 3 gennaio - 10 gennaio 2004 Cemento indoor | Rep. Ceca 1 |     |     |  |
| \| \| \| \| 1 \| 2 \| 3 \| \| \| - \| \| ----------------------------------------------------------------------- \| --- \| --- \| --- \| \| \| 1 \| \| Lindsay Davenport Barbora Záhlavová-Strýcová \| 6 4 \| 6 3 \| \| \| \| 2 \| \| James Blake Jiří Novák \| 4 6 \| 6 1 \| 7 5 \| \| \| 3 \| \| Lindsay Davenport / James Blake Barbora Záhlavová-Strýcová / Jiří Novák \| 6 3 \| 6 2 \| \| \| |                                                                                  |                                                                                  |             |     |     |  |
| |                                                                                  |                                                                                  | 1           | 2   | 3   |  |
| 1 | Stati Uniti (bandiera) · Rep. Ceca (bandiera)                                    | Lindsay Davenport Barbora Záhlavová-Strýcová                                     | 6 4         | 6 3 |     |  |
| 2 | Stati Uniti (bandiera) · Rep. Ceca (bandiera)                                    | James Blake Jiří Novák                                                           | 4 6         | 6 1 | 7 5 |  |
| 3 | Stati Uniti (bandiera) · Rep. Ceca (bandiera)                                    | Lindsay Davenport / James Blake Barbora Záhlavová-Strýcová / Jiří Novák          | 6 3         | 6 2 |     |  |

### Stati Uniti vs. Francia
| Stati Uniti 2 | Burswood Entertainment Complex, Perth 3 gennaio - 10 gennaio 2004 Cemento indoor | Burswood Entertainment Complex, Perth 3 gennaio - 10 gennaio 2004 Cemento indoor | Francia 1 |     |   |  |
| \| \| \| \| 1 \| 2 \| 3 \| \| \| - \| \| ----------------------------------------------------------------- \| --- \| --- \| - \| \| \| 1 \| \| Lindsay Davenport Amélie Mauresmo \| 6 4 \| 6 4 \| \| \| \| 2 \| \| James Blake Fabrice Santoro \| 6 3 \| 6 4 \| \| \| \| 3 \| \| Lindsay Davenport / James Blake Amélie Mauresmo / Fabrice Santoro \| 7 5 \| 6 1 \| \| \| |                                                                                  |                                                                                  |           |     |   |  |
| |                                                                                  |                                                                                  | 1         | 2   | 3 |  |
| 1 | Stati Uniti (bandiera) · Francia (bandiera)                                      | Lindsay Davenport Amélie Mauresmo                                                | 6 4       | 6 4 |   |  |
| 2 | Stati Uniti (bandiera) · Francia (bandiera)                                      | James Blake Fabrice Santoro                                                      | 6 3       | 6 4 |   |  |
| 3 | Stati Uniti (bandiera) · Francia (bandiera)                                      | Lindsay Davenport / James Blake Amélie Mauresmo / Fabrice Santoro                | 7 5       | 6 1 |   |  |

### Stati Uniti vs. Russia
| Stati Uniti 3 | Burswood Entertainment Complex, Perth {{{data}}} Cemento indoor | Burswood Entertainment Complex, Perth {{{data}}} Cemento indoor  | Russia 0 |     |     |  |
| \| \| \| \| 1 \| 2 \| 3 \| \| \| - \| \| ---------------------------------------------------------------- \| --- \| --- \| --- \| \| \| 1 \| \| Lindsay Davenport Anastasija Myskina \| 6 4 \| 6 4 \| \| \| \| 2 \| \| James Blake Marat Safin \| 6 7 \| 7 6 \| 6 4 \| \| \| 3 \| \| Lindsay Davenport / James Blake Anastasija Myskina / Marat Safin \| 6 4 \| 7 5 \| \| \| |                                                                 |                                                                  |          |     |     |  |
| |                                                                 |                                                                  | 1        | 2   | 3   |  |
| 1 | Stati Uniti (bandiera) · Russia (bandiera)                      | Lindsay Davenport Anastasija Myskina                             | 6 4      | 6 4 |     |  |
| 2 | Stati Uniti (bandiera) · Russia (bandiera)                      | James Blake Marat Safin                                          | 6 7      | 7 6 | 6 4 |  |
| 3 | Stati Uniti (bandiera) · Russia (bandiera)                      | Lindsay Davenport / James Blake Anastasija Myskina / Marat Safin | 6 4      | 7 5 |     |  |

## Gruppo B

### Classifica
- Australia - Alicia Molik e Lleyton Hewitt (round robin vittorie-sconfitte: 2-1; match vittorie-sconfitte: 7-2; posizione finale: 1)
- Belgio - Kim Clijsters e Xavier Malisse (round robin vittorie-sconfitte: 1-1; match vittorie-sconfitte: 3-3; posizione finale: 4)
- Canada1 - Maureen Drake e Frank Dancevic (round robin vittorie-sconfitte: 0-2; match vittorie-sconfitte: 1-5; posizione finale: Not ranked)
- Ungheria - Petra Mandula e Attila Sávolt (round robin vittorie-sconfitte: 2-2; match vittorie-sconfitte: 6-6; posizione finale: 3)
- Slovacchia - Daniela Hantuchová e Karol Kučera (round robin vittorie-sconfitte: 2-1; match vittorie-sconfitte: 4-5; posizione finale: 2)

1Canada ha preso il posto dell'Ungheria, ma è stata poi rimpiazzata dal Belgio nell'incontro Ungheria-Belgio.

### Australia vs. Belgio
| Australia 3 | Burswood Entertainment Complex, Perth 3 gennaio - 10 gennaio 2004 Cemento indoor | Burswood Entertainment Complex, Perth 3 gennaio - 10 gennaio 2004 Cemento indoor | Belgio 0 |     |     |        |
| \| \| \| \| 1 \| 2 \| 3 \| \| \| - \| \| ------------------------------------------------------------ \| --- \| --- \| --- \| ------ \| \| 1 \| \| Alicia Molik Kim Clijsters \| 3 6 \| 7 6 \| 2 3 \| ritiro \| \| 2 \| \| Lleyton Hewitt Xavier Malisse \| 3 6 \| 6 1 \| 6 2 \| \| \| 3 \| \| Alicia Molik / Lleyton Hewitt Kim Clijsters / Xavier Malisse \| \| \| \| w/o \| |                                                                                  |                                                                                  |          |     |     |        |
| |                                                                                  |                                                                                  | 1        | 2   | 3   |        |
| 1 | Australia (bandiera) · Belgio (bandiera)                                         | Alicia Molik Kim Clijsters                                                       | 3 6      | 7 6 | 2 3 | ritiro |
| 2 | Australia (bandiera) · Belgio (bandiera)                                         | Lleyton Hewitt Xavier Malisse                                                    | 3 6      | 6 1 | 6 2 |        |
| 3 | Australia (bandiera) · Belgio (bandiera)                                         | Alicia Molik / Lleyton Hewitt Kim Clijsters / Xavier Malisse                     |          |     |     | w/o    |

### Australia vs. Ungheria
| Australia 3 | Burswood Entertainment Complex, Perth 3 gennaio - 10 gennaio 2004 Cemento indoor | Burswood Entertainment Complex, Perth 3 gennaio - 10 gennaio 2004 Cemento indoor | Ungheria 0 |     |     |  |
| \| \| \| \| 1 \| 2 \| 3 \| \| \| - \| \| ----------------------------------------------------------- \| --- \| --- \| --- \| \| \| 1 \| \| Alicia Molik Petra Mandula \| 4 6 \| 7 6 \| 6 2 \| \| \| 2 \| \| Lleyton Hewitt Attila Sávolt \| \| \| \| \| \| 3 \| \| Alicia Molik / Lleyton Hewitt Petra Mandula / Attila Sávolt \| 7 6 \| 6 1 \| \| \| |                                                                                  |                                                                                  |            |     |     |  |
| |                                                                                  |                                                                                  | 1          | 2   | 3   |  |
| 1 | Australia (bandiera) · Ungheria (bandiera)                                       | Alicia Molik Petra Mandula                                                       | 4 6        | 7 6 | 6 2 |  |
| 2 | Australia (bandiera) · Ungheria (bandiera)                                       | Lleyton Hewitt Attila Sávolt                                                     |            |     |     |  |
| 3 | Australia (bandiera) · Ungheria (bandiera)                                       | Alicia Molik / Lleyton Hewitt Petra Mandula / Attila Sávolt                      | 7 6        | 6 1 |     |  |

### Belgio vs. Slovacchia
| Belgio 3 | Burswood Entertainment Complex, Perth 3 gennaio - 10 gennaio 2004 Cemento indoor | Burswood Entertainment Complex, Perth 3 gennaio - 10 gennaio 2004 Cemento indoor | Slovacchia 0 |     |     |  |
| \| \| \| \| 1 \| 2 \| 3 \| \| \| - \| \| ---------------------------------------------------------------- \| --- \| --- \| --- \| \| \| 1 \| \| Kim Clijsters Daniela Hantuchová \| 6 1 \| 6 2 \| \| \| \| 2 \| \| Xavier Malisse Karol Kučera \| 6 2 \| 1 6 \| 6 1 \| \| \| 3 \| \| Kim Clijsters / Xavier Malisse Daniela Hantuchová / Karol Kučera \| 6 2 \| 6 4 \| \| \| |                                                                                  |                                                                                  |              |     |     |  |
| |                                                                                  |                                                                                  | 1            | 2   | 3   |  |
| 1 | Belgio (bandiera) · Slovacchia (bandiera)                                        | Kim Clijsters Daniela Hantuchová                                                 | 6 1          | 6 2 |     |  |
| 2 | Belgio (bandiera) · Slovacchia (bandiera)                                        | Xavier Malisse Karol Kučera                                                      | 6 2          | 1 6 | 6 1 |  |
| 3 | Belgio (bandiera) · Slovacchia (bandiera)                                        | Kim Clijsters / Xavier Malisse Daniela Hantuchová / Karol Kučera                 | 6 2          | 6 4 |     |  |

### Ungheria vs. Canada
| Ungheria 3 | Burswood Entertainment Complex, Perth 3 gennaio - 10 gennaio 2004 Cemento indoor | Burswood Entertainment Complex, Perth 3 gennaio - 10 gennaio 2004 Cemento indoor | Canada 0 |     |     |     |
| \| \| \| \| 1 \| 2 \| 3 \| \| \| - \| \| ------------------------------------------------------------ \| --- \| --- \| --- \| --- \| \| 1 \| \| Petra Mandula Maureen Drake \| 6 7 \| 6 4 \| 6 3 \| \| \| 2 \| \| Attila Sávolt Frank Dancevic \| 4 6 \| 7 5 \| 7 6 \| \| \| 3 \| \| Petra Mandula / Attila Sávolt Maureen Drake / Frank Dancevic \| \| \| \| w/o \| |                                                                                  |                                                                                  |          |     |     |     |
| |                                                                                  |                                                                                  | 1        | 2   | 3   |     |
| 1 | Ungheria (bandiera) · Canada (bandiera)                                          | Petra Mandula Maureen Drake                                                      | 6 7      | 6 4 | 6 3 |     |
| 2 | Ungheria (bandiera) · Canada (bandiera)                                          | Attila Sávolt Frank Dancevic                                                     | 4 6      | 7 5 | 7 6 |     |
| 3 | Ungheria (bandiera) · Canada (bandiera)                                          | Petra Mandula / Attila Sávolt Maureen Drake / Frank Dancevic                     |          |     |     | w/o |

### Slovacchia vs. Australia
| Slovacchia 2 | Burswood Entertainment Complex, Perth 3 gennaio - 10 gennaio 2004 Cemento indoor | Burswood Entertainment Complex, Perth 3 gennaio - 10 gennaio 2004 Cemento indoor | Australia 1 |     |     |        |
| \| \| \| \| 1 \| 2 \| 3 \| \| \| - \| \| --------------------------------------------------------------- \| --- \| --- \| --- \| ------ \| \| 1 \| \| Daniela Hantuchová Alicia Molik \| 3 6 \| 0 3 \| \| ritiro \| \| 2 \| \| Karol Kučera Lleyton Hewitt \| 2 6 \| 7 6 \| 3 6 \| \| \| 3 \| \| Daniela Hantuchová / Karol Kučera Alicia Molik / Lleyton Hewitt \| \| \| \| w/o \| |                                                                                  |                                                                                  |             |     |     |        |
| |                                                                                  |                                                                                  | 1           | 2   | 3   |        |
| 1 | Slovacchia (bandiera) · Australia (bandiera)                                     | Daniela Hantuchová Alicia Molik                                                  | 3 6         | 0 3 |     | ritiro |
| 2 | Slovacchia (bandiera) · Australia (bandiera)                                     | Karol Kučera Lleyton Hewitt                                                      | 2 6         | 7 6 | 3 6 |        |
| 3 | Slovacchia (bandiera) · Australia (bandiera)                                     | Daniela Hantuchová / Karol Kučera Alicia Molik / Lleyton Hewitt                  |             |     |     | w/o    |

### Slovacchia vs. Ungheria
| Slovacchia 2 | Burswood Entertainment Complex, Perth 3 gennaio - 10 gennaio 2004 Cemento indoor | Burswood Entertainment Complex, Perth 3 gennaio - 10 gennaio 2004 Cemento indoor | Ungheria 1 |     |     |  |
| \| \| \| \| 1 \| 2 \| 3 \| \| \| - \| \| --------------------------------------------------------------- \| --- \| --- \| --- \| \| \| 1 \| \| Daniela Hantuchová Petra Mandula \| 0 6 \| 7 6 \| 5 7 \| \| \| 2 \| \| Karol Kučera Attila Sávolt \| 6 3 \| 7 5 \| \| \| \| 3 \| \| Daniela Hantuchová / Karol Kučera Petra Mandula / Attila Sávolt \| 6 1 \| 6 3 \| \| \| |                                                                                  |                                                                                  |            |     |     |  |
| |                                                                                  |                                                                                  | 1          | 2   | 3   |  |
| 1 | Slovacchia (bandiera) · Ungheria (bandiera)                                      | Daniela Hantuchová Petra Mandula                                                 | 0 6        | 7 6 | 5 7 |  |
| 2 | Slovacchia (bandiera) · Ungheria (bandiera)                                      | Karol Kučera Attila Sávolt                                                       | 6 3        | 7 5 |     |  |
| 3 | Slovacchia (bandiera) · Ungheria (bandiera)                                      | Daniela Hantuchová / Karol Kučera Petra Mandula / Attila Sávolt                  | 6 1        | 6 3 |     |  |

## Finale

### Stati Uniti vs. Slovacchia
| Stati Uniti 2 | Burswood Entertainment Complex, Perth 3 gennaio - 10 gennaio 2004 Cemento indoor | Burswood Entertainment Complex, Perth 3 gennaio - 10 gennaio 2004 Cemento indoor | Slovacchia 1 |     |     |  |
| \| \| \| \| 1 \| 2 \| 3 \| \| \| - \| \| ----------------------------------------------------------------- \| --- \| --- \| --- \| \| \| 1 \| \| Lindsay Davenport Daniela Hantuchová \| 6 3 \| 6 1 \| \| \| \| 2 \| \| James Blake Karol Kučera \| 6 4 \| 4 6 \| 6 7 \| \| \| 3 \| \| Lindsay Davenport / James Blake Daniela Hantuchová / Karol Kučera \| 6 2 \| 6 3 \| \| \| |                                                                                  |                                                                                  |              |     |     |  |
| |                                                                                  |                                                                                  | 1            | 2   | 3   |  |
| 1 | Stati Uniti (bandiera) · Slovacchia (bandiera)                                   | Lindsay Davenport Daniela Hantuchová                                             | 6 3          | 6 1 |     |  |
| 2 | Stati Uniti (bandiera) · Slovacchia (bandiera)                                   | James Blake Karol Kučera                                                         | 6 4          | 4 6 | 6 7 |  |
| 3 | Stati Uniti (bandiera) · Slovacchia (bandiera)                                   | Lindsay Davenport / James Blake Daniela Hantuchová / Karol Kučera                | 6 2          | 6 3 |     |  |

## Campioni
| Vincitori della Hopman Cup 2004 |
| ------------------------------- |
| Stati Uniti (3º titolo)         |